# Estancia Vieja
Estancia Vieja es una localidad situada en el departamento Punilla, provincia de Córdoba, Argentina.
Entre sus principales atractivos turísticos se encuentran el imponente paisaje serrano desde donde se aprecia hasta el cordón montañoso de las Altas Cumbres en su totalidad y el monumento al Indio Bamba.
Estancia Vieja se encuentra en un punto privilegiado en cuanto a accesos, a solo 5 km de Villa Carlos Paz y a 15 km de Cosquín, es una localidad que se podría definir como "tranquila" y con una alta demanda poblacional.

## Historia
El Gobierno de la provincia de Córdoba, conformó la Comisión Vecinal de la localidad de Estancia Vieja el 7 de mayo de 1975.

## Gobierno
Está constituido como Comuna, con un Presidente comunal, una Secretaría y una Tesorería.

## Economía
La actividad económica regional principal es el Turismo
Debido al crecimiento poblacional de la localidad se desarrollan actividades comerciales relacionadas con la construcción de viviendas.

## Monumento al Indio Bamba
Un imponente monumento al Indio Bamba, se eleva en el paseo de Ataliva Herrera, con una vista panorámica privilegiada.
Es una obra del escultor cordobés Miguel Pablo Borgarello fue construida de cemento y piedra entre 1949 y 1951.

## Población
Cuenta con 909 habitantes (Indec, 2022), lo que representa un incremento del 84% frente a los 494 habitantes (Indec, 2001) del censo anterior. Integra el aglomerado denominado Tanti - Villa Santa Cruz del Lago - Estancia Vieja que cuenta con una población de 9,745 habitantes (Indec, 2010).
| Gráfica de evolución demográfica de Estancia Vieja entre 1991 y 2010 |
|                                                                      |
| Fuente: Censos nacionales del INDEC                                  |

## Sismicidad
La sismicidad de la región de Córdoba es frecuente y de intensidad baja, y un silencio sísmico de terremotos medios a graves cada 30 años en áreas aleatorias. Sus últimas expresiones se produjeron:
- 22 de septiembre de 1908 (116 años), a las 17.00 UTC-3, con 6,5 Richter, escala de Mercalli VII; ubicación 30°30′0″S 64°30′0″O / -30.50000, -64.50000; profundidad: 100 km; produjo daños en Deán Funes, Cruz del Eje y Soto, provincia de Córdoba, y en el sur de las provincias de Santiago del Estero, La Rioja y Catamarca[2]

- 16 de enero de 1947 (78 años), a las 2.37 UTC-3, con una magnitud aproximadamente de 5,5 en la escala de Richter (terremoto de Córdoba de 1947)[1]

- 28 de marzo de 1955 (70 años), a las 6.20 UTC-3 con 6,9 Richter: además de la gravedad física del fenómeno se unió el desconocimiento absoluto de la población a estos eventos recurrentes (terremoto de Villa Giardino de 1955)

- 7 de septiembre de 2004 (20 años), a las 8.53 UTC-3 con 4,1 Richter

- 25 de diciembre de 2009 (15 años), a las 21.42 UTC-3 con 4,0 Richter

## Medios de Comunicación (Radio)
Frecuencia Modulada: EMISORA R.A. 105.3 MHz
https://play.google.com/store/apps/details?id=com.questreaming.emisorara1053
Radio: 
Las Sierras 94.3:
https://play.google.com/store/apps/details?id=com.hys.radiolassierras

## Contaminación visual
A fines de 2019, la Comuna autorizó la instalación de una torre antena destinada a telefonía celular en la zona alta de la localidad, alterando notablemente el paisaje de la zona. Su altura supera la del Monumento al Indio Bamba, emblemática y representativa escultura de la Comuna Estancia Vieja, y puede fácilmente verse desde la Ruta Nacional 38 y desde varios kilómetros a la redonda.
La obra generó controversia y protestas de parte de vecinos y ambientalistas, quienes han realizado presentaciones ante la Justicia y la Policía Ambiental.